# Fernán Caballero
Fernán Caballero é um município da Espanha, na província de Cidade Real, comunidade autónoma de Castilla-La Mancha. Tem uma área de 103,96 km² com uma população de 1 148 habitantes (2007) e uma densidade populacional de 11,04 hab/km².

## Demografia
| Variação demográfica do município entre 1991 e 2004 | Variação demográfica do município entre 1991 e 2004 | Variação demográfica do município entre 1991 e 2004 | Variação demográfica do município entre 1991 e 2004 |
| --------------------------------------------------- | --------------------------------------------------- | --------------------------------------------------- | --------------------------------------------------- |
| 1991                                                | 1996                                                | 2001                                                | 2004                                                |
| 1094                                                | 1036                                                | 1072                                                | 1037                                                |

## Festas
- Festas patronais: em homenagem a São Sebastião e a Santo Agostinho. São celebradas em 20 de janeiro (festividade de São Sebastião) e em 27 de agosto (festividade de Santo Agostinho e início das férias escolares).